# Пристава (Войник)
Пристава (словен. Pristava) — поселення в общині Войник, Савинський регіон, Словенія. 
Висота над рівнем моря: 269,9 м.